# 吳介
吳介（1494年—？），字子正，號珠泉，直隸壽州衛官籍，明朝政治人物。

## 生平
嘉靖四年（1525年）乙酉科應天府鄉試第四十名舉人。嘉靖八年（1529年）中式己丑科會試第三百十四名，登第三甲第二百零八名進士。九年十一月选授江西道御史，十一年谪嚴州府推官，卒。

## 家族
曾祖吳全；祖父吳恕；父吳蘭，母王氏；繼母崔氏。具庆下。